# جوزيف براون (عالم فلك)
جوزيف براون (بالإنجليزية: Joseph Brown)‏ هو عالم فلك أمريكي، ولد في 3 ديسمبر 1733 في بروفيدنس في الولايات المتحدة، وتوفي بنفس المكان في 3 ديسمبر 1785.